# Битка при Оряхово
Битка при Оряхово е действие на руската и румънската армия за прекъсване комуникационната линия в Северозападна България на Западната османска армия обсадена в Плевен. Провежда се по време на Руско-турската война (1877-1878).

## Оперативна обстановка
В началото на ноември 1877 г. усилията на руската и румънската армия в Централна и Северозападна България са насочени към прекъсване комуникационната линия в Северозападна България на обсадената в Плевен Западна армия на Осман паша. В направлението на град Оряхово са насочени 6 румънски батальона, 10 ескадрона и 22 оръдия с командир командир генерал Георге Слъничану и части от Западния отряд (Гурко) с командир генерал-майор Теофил Майендорф. Османският гарнизон на Оряхово от 2000 офицери и войници е заема командните височини.

## Битката на 7-9 ноември 1877 г.
Атаката започва на 7 ноември 1877 г. Румънските части атакуват от изток, а руските – от запад. Бреговата артилерия при град Бекет интензивно обстрелва града. Частите успяват да се вклинят дълбоко и нощуват на силно издадената напред позиция.
Рано сутринта на 9 ноември руски части водят ожесточен бой в района на моста на река Огоста. Отбиват в западното направление две противникови атаки. Румънски части навлизат от османския тил в изоставения град. Оцелелите османски войници се изтеглят през брод на реката към град Лом.